# أم سنط
أم سنط قرية سودانية تتبع ولاية الجزيرة، تقع على الضفة الغربية للنيل الأزرق، فيها آثار تعود إلى العصر الحجري، يعود تاريخ نشأتها -بتركيبتها الإثنية الحالية- إلى القرن السابع عشر.
ذكرت أم سنط في تدوينات المستبشرين حيث ذكر المستر كرمب
حين مر بشمال السودان الي سنار في عام 1701م قالا: أنه مر بالعيلفون وكترانج والبشاقرة بالشرق.. ثم عبر النهر للضفة الغربية ومر علي أبي عشر وأربجي وأم سنت.

## سبب التسمية
وجاءت تسميتها بهذا الاسم نسبه لشجر السنط الموجود بكثرة في غاباتها. فقد سميت بالطريقة التي اعتاد بها العرب تسمية المناطق التي يمرون عليها (بأنها البلد ذات المعلم البارز فيها) مع استبدال كلمة «ذات السنط» بـ «أم سنط».

## مرافق عامة
يوجد في أم سنط خمسة مساجد، وأربعة ميادين لكرة القدم، ومدرستين للمرحلة الأساسية بنين وبنات، ومدرسة ثانوية للبنات، ومعهد التجاني العلمي، وفرع لجامعة السودان المفتوحة، ويوجد بها مركز صحي، ونادي العلم الذي يشارك فريقه لكرة القدم في الدوري السوداني، ويوجد بها مركز للشباب.